# Igor Nikulin
Igor Jurijevitj Nikulin (ryska: Игарь Юрьевич Никулин), född 14 augusti 1960 i Moskva, Sovjetunionen, död 7 november 2021 i Sankt Petersburg, Ryssland,  var en rysk friidrottare som tävlade i släggkastning för Sovjetunionen.
Nikulin var en av 1980-taleta främsta släggkastare. Hans genombrott kom när han blev silvermedaljör vid EM 1982 bakom landsmannen Jurij Sedych. Vid VM 1983 i Helsingfors blev han fyra efter ett kast på 79,34 meter. Vid EM 1986 slutade han på tredde plats bakom giganterna Sedych och Sergej Litvinov trots att han noterade världsresultatet 82,00 meter. 
Vid VM 1987 räckte hans 80,18 bara till en femte plats. Däremot blev han åter bronsmedaljör vid EM 1990, denna gång efter Igor Astapkovitj och Tibor Gecsek. 
Hans sista större mästerskap var Olympiska sommarspelen 1992 där han blev bronsmedaljör.

## Personliga rekord
- Släggkastning - 84,48 meter